# Hr.Ms. O 9 (1926)
Hr.Ms. O 9 (P 9, P 09) was een Nederlandse onderzeeboot en naamgever van de O 9-klasse gebouwd door de scheepswerf Koninklijke Maatschappij de Schelde uit Vlissingen. De onderzeeboot was de eerste Nederlandse onderzeeboot met twee schroeven en de eerste met een dubbele scheepshuid. De onderzeeboot had als taak om te patrouilleren in de Nederlandse kustwateren. De O 9, die in 1923 in dienst kwam, was tijdens het uitbreken van de Tweede Wereldoorlog nog in actieve dienst en kon uitwijken naar het Verenigd Koninkrijk waar hij in 1944 uit dienst werd genomen.

## De O 9 voor de Tweede Wereldoorlog
In 1926 reisde de O 9 samen met de O 11, de Tromp, de Jacob van Heemskerck, de Z 7 en Z 8 naar de Oostzee. Tijdens deze tocht deden de schepen de havens van Kiel, Göteborg en Trondheim aan.
Tijdens de algehele mobilisatie op 29 augustus 1939 werd de O 9 samen met de O 10 en O 11 ingedeeld bij de kustdivisie die het offensieve deel van de Nederlandse kustverdediging moest gaan vormen.

## De O 9 tijdens de Tweede Wereldoorlog
Tijdens de Duitse aanval op Nederland in 1940 bevond de O 9 zich in Den Helder. In de nacht van 12 mei 1940 stak de O 9 samen met de O 10 onder begeleiding van het bewakingsvaartuig de BV 5, de door de Nederlandse marine in beslag genomen sleepboot, de Witte Zee, de over naar de zuidkust van Engeland. In de ochtend van 13 mei 1940 kwamen de schepen daar veilig aan bij de Downs.
De O 9 werd ongeschikt geacht voor operationele acties omdat de onderzeeboot van een te oud type was. Het belangrijkste probleem met dit type was de beperkte tijd die het onder water kon blijven door de lage opslagcapaciteit van de batterijen. Dit zou voornamelijk een probleem zijn tijdens de lange zomerdagen, omdat de onderzeeboten dan niet hele dagen onder water zouden kunnen blijven. Toch was de O 9 niet geheel waardeloos, ze werd van Portsmouth overgeplaatst naar Rothesay aan de Engelse oostkust. In Rothsay vonden testen plaats met het ASDIC systeem, de O 9 diende in deze testen als doelschip.
In december 1942 vormde de O 9 samen met de O 10, de O 21 en negen andere geallieerde onderzeeboten een kordon in de Golf van Biskaje om te voorkomen de dat Duitse Gneisenau, Scharnhorst en Prinz Eugen uit hun Franse haven zouden ontsnappen. Uit deze patrouilles bleek dat de O 9 inderdaad ongeschikt was voor operationele acties, dus werd de O 9 de rest van de oorlogsjaren aan de Engelse oostkust als doelschip voor ASDIC testen gebruikt.

## De O 9 na de Tweede Wereldoorlog
In juni 1945 keerde de O 9 op eigen kracht terug naar de onderzeebootbasis in Rotterdam. Bijna anderhalf jaar later, in oktober 1946, werd de O 9 verkocht voor de sloop.
Onderdelen van de O 9 worden nog steeds gebruikt. O.a. de 200 bar drukvaten zijn in nog steeds in actieve dienst bij het Nederlands Lucht- en Ruimtevaartcentrum (NLR) te Amsterdam.